# Herman Lewis
Herman Lewis (* 10. November 1910; † 28. Februar 2001 in Newbury Park, Ventura County, Kalifornien, Vereinigte Staaten) war ein US-amerikanischer Tontechniker, der drei Mal für einen Oscar nominiert wurde. Bekannt ist er für seine Mitarbeit an den Filmen Planet der Affen (1968), Tora! Tora! Tora! (1970) und Flammendes Inferno (1974) sowie an der Fernsehserie Perry Mason.

## Leben
Erstmals trat Lewis 1949 bei Cecil B. DeMilles Bibelverfilmung Samson und Delilah in Erscheinung, wo er am Sound mitwirkte. Hedy Lamarr und Victor Mature spielten die Hauptrollen. Daran schloss sich eine Mitarbeit in zahlreichen Filmen und Fernsehproduktionen an, wobei die Fernsehserie Perry Mason heraussticht, bei der er an 188 Folgen mitwirkte (1959 bis 1966 und noch einmal neun Folgen 1973).
1971 erhielt Lewis zusammen mit Murray Spivack eine Oscar-Nominierung in der Kategorie Bester Ton für die amerikanisch-japanische Kriegsfilm-Koproduktion Tora! Tora! Tora! von Richard Fleischer und Kinji Fukasaku mit Martin Balsam und Joseph Cotten in zwei der Hauptrollen. Der Oscar ging jedoch an Don J. Bassman und Douglas O. Williams für den Historienfilm Patton – Rebell in Uniform. Für den Katastrophenfilm Die Höllenfahrt der Poseidon erhielt Lewis 1973 zusammen mit Theodore Soderberg erneut eine Oscarnominierung in der Kategorie Bester Ton, konnte sich jedoch gegenüber Robert Knudson und David Hildyard mit dem Musicalfilm Cabaret nicht durchsetzen. 1975 wurde Lewis zum dritten Mal für einen Oscar nominiert, wiederum zusammen mit Soderberg, erneut für einen Katastrophenfilm, Flammendes Inferno mit Steve McQueen, Paul Newman und William Holden.
Letztmals trat Lewis beruflich 1982 in Erscheinung. In dem Fernsehfilm Family in Blue mit Efrem Zimbalist Jr. war er am Mischpult mit für den Sound des Films verantwortlich.

## Filmografie (Auswahl)
- 1949: Samson und Delilah
- 1954: Der sympathische Hochstapler (Living It Up)
- 1955: Treasury Men in Action (Fernsehserie, 9 Folgen)
- 1957: Gesandter des Grauens (Not of This Earth)
- 1957–1958: Superman – Retter in der Not (Adventures of Superman; Fernsehserie, 13 Folgen)
- 1957–1958: Highway Patrol (Fernsehserie, 6 Folgen)
- 1958: Der Satan mit den tausend Masken (How to Make a Monster)
- 1959: Jugend ohne Gesetz (Riot in Juvenile Prison)
- 1959: Keine Gnade für Tom Dooley (The Legend of Tom Dooley)
- 1959–1966: Perry Mason (Fernsehserie, 188 Folgen)
- 1964: Wiegenlied für eine Leiche (Hush… Hush, Sweet Charlotte)
- 1968: Planet der Affen (Planet of the Apes)
- 1968: Bandolero
- 1970: Tora! Tora! Tora!
- 1972: Eroberung vom Planet der Affen (Conquest of the Planet of the Apes)
- 1972: Die Höllenfahrt der Poseidon (The Poseidon Adventure)
- 1973: Die Schlacht um den Planet der Affen (Battle for the Planet of the Apes)
- 1973: The New Perry Mason (Fernsehserie, 9 Folgen)
- 1974: Flammendes Inferno (The Towering Inferno)
- 1978: Der tödliche Schwarm (The Swarm)
- 1979: Jagd auf die Poseidon (Beyond the Poseidon Adventure)
- 1979: Trapper John, M.D. (Fernsehserie)
- 1980: Der Tag, an dem die Welt unterging (When Time Ran Out…)
- 1982: Family in Blue (Fernsehfilm)

## Auszeichnungen
- 1966: nominiert für den Primetime Emmy, Kategorie „Individual Achievements in Electronic Production – Audio Engineering“ für Perry Mason (1957)
- 1971: Oscarnominierung für Tora! Tora! Tora!
- 1973: Oscarnominierung für Die Höllenfahrt der Poseidon
- 1975: Oscarnominierung für Flammendes Inferno[4]